# КВК Габрово
„Коко Волей Клуб“ е бивш волейболен клуб от Габрово, просъществувал от 2006 до 2015 година. От сезон 2010-2011 играе в българската Суперлига. Домакинства в зала Орловец.
През 2006 г. е сформиран мъжкият представителен отбор, който започва участие в третия ешелон. На следващата година габровският отбор се класира в по-горната група, в която се състезава през сезон 2007/2008 г. Сформирани са 4 други групи – момчета, момичета, юноши и девойки, които вземат участие в републиканските шампионати. През 2008 г. мъжкият отбор на „КВК“ влиза във Висшата волейболна лига.
През 2012-2013 печелят първия си трофей като заемат второ място в шампионата на България.
През месец април 2013 година в приятелски мач с благотворителна цел КВК Габрово побеждава националния отбор на България за кадети.
През месец септември 2013 година в новия сезон на Суперлигата волейболният вицешампион на България КВК Габрово стартира с победа и във втората контрола срещу „Добруджа 07“.
Габровският тим победи „Левски Боол“ с 3:2 гейма в мач от 5-ия кръг на сезона във волейболната Суперлига. Успехът утвърди волейболния вицешампион на 3-то място във временното класиране с 11 точки. 
През 2015 година клубът се отказва от участие в първенствата се закрива.  бТВ.

## Европейски турнири
Отборът е трикратен участник Купата на претендентите, третия по сила европейски клубен турнир.
През 2010 отборът записва победа срещу шампиона на Албания „Студенти“ Тирана и продължава във втория кръг, където отпада от чешкия „Дукла“ Либерец след 3:1, 1:3 и загуба с 10:15 в допълнителния гейм.
През 2011 КВК се срещат с кипърския „Неа Саламина“ и след две загуби отпадат от турнира.
През 2012 година габровци отстраняват чешкия Волейбал Бърно и швейцарския шампион „Шеноа“ (Женева),  като за първи път в историята си достигат до осминафиналите на турнира. Там биват отстранени от италианския „Копра Илиор“ (Пиаченца) след две чисти загуби.
През 2013-2014 г. КВК играе в купата на ЦЕВ – втория по сила европейски турнир, отстранява последователно отборите на Волей Тийм (Братислава, Словакия), Префаксис (Менен, Белгия) и достига до четвъртфинал срещу турския Малийе Мили Пиянго (Анкара). Турците са победени в залата в Габрово с 3-2, но загубата в Анкара с 3-1 довежда до отпадането на габровци от турнира. 